# Greysia Polii
Greysia Polii (Giacarta, 11 agosto 1987) è una giocatrice di badminton indonesiana.
Nelle Olimpiadi di Tokyo 2020, Polii ha conquistato la medaglia d'oro nel doppio femminile assieme ad Apriyani Rahayu, vincendo la prima medaglia della storia olimpica indonesiana in questa specialità, l'unica delle cinque in cui l'Indonesia non aveva ottenuto medaglia.

## Palmarès

### Olimpiadi
- 1 medaglia
  - Oro (Tokyo 2020, doppio)

### Mondiali
- 3 medaglie:
  - 3 bronzi (Giacarta 2015 nel doppio; Nanjing 2018 nel doppio; Basilea 2019 nel doppio)

### Sudirman Cup
- 5 medaglie:
  - 2 argenti (Pechino 2005; Glasgow 2007)
  - 3 bronzi (Canton 2009; Qingdao 2011; Dongguan 2015; Nanning 2019)

### Uber Cup
- 2 medaglie:
  - 1 argento (Giacarta 2008)
  - 1 bronzo (Kuala Lumpur 2010)

### Giochi asiatici
- 4 medaglie:
  - 1 oro (Incheon 2014 nel doppio)
  - 3 bronzi (Canton 2010 a squadre; Giacarta 2018 nel doppio; Giacarta 2018 a squadre)

### Giochi del Sud-est asiatico
- 9 medaglie:
  - 2 oro (Nakhon Ratchasima 2007 a squadre; Filippine 2019 nel doppio)
  - 5 argenti (Manila 2005 nel doppio; Nakhon Ratchasima 2007 nel doppio; Vientiane 2009 a squadre; Naypyidaw 2013 nel doppio; Filippine 2019 a squadre)
  - 2 bronzi (Manila 2005 a squadre; Kuala Lumpur 2017 a squadre)